# تشارلز دوريان
تشارلز دوريان (بالإنجليزية: Charles Dorian) مواليد 27 يونيو 1891 في سانتا مونيكا - الوفاة 21 أكتوبر 1942 في ألباكركي، هو ممثل ومخرج أمريكي بدأ مسيرته الفنية سنة 1915. هو من الفائزين بجائزة الأوسكار حيث فاز بجائزة أفضل مخرج مساعد. ظهر في قرابة 26 فيلما. من أعماله طوال الليل.

## روابط خارجية
- تشارلز دوريان على موقع IMDb (الإنجليزية)
- تشارلز دوريان على موقع أول موفي (الإنجليزية)
- تشارلز دوريان على موقع قاعدة بيانات الأفلام السويدية (السويدية)
- تشارلز دوريان على موقع قاعدة بيانات الفيلم (الإنجليزية)
- تشارلز دوريان على موقع كينوبويسك (الروسية)